# 余斌 (1948年)
余斌（1948年—），男，中华人民共和国政治人物，曾任眉山市人民政府市长，中共眉山市委书记，第十届全国人大代表。